# Kiklop (Redon)
Kiklop (francosko Le Cyclope) je slika Odilona Redona, ki prikazuje mit o ljubezni Polifema do Nereide Galateje. Naslikana je bila z oljem na plošči, nato nameščena na les in je zdaj v muzeju Kröller-Müller na Nizozemskem. Slika je različno datirana med letoma 1898 in 1914.

## Opis
Spodaj desno je prikazana Galateja, ki spi, njeno golo telo pa se zlije s cvetličnim pobočjem hriba. V zgornji polovici slike se glava in ramena Polifema dvigajo nad gorskim grebenom, medtem ko obrača svoje eno oko v smeri Nareide. Zdi se, da se je Polifem skril pred nimfo za skalnatim terenom, preveč sramežljiv, da bi se neposredno soočil z njeno 'nemočno' obliko. Čeprav se ime, dano sliki, nanaša na lik iz klasičnega mita, lahko subjekt nosi tudi prizvok enookih velikanov, ki naseljujejo folkloro regije Akvitanije, kjer je Redon odraščal.

## Barve
Grožnjo velikana oziroma očesa, ki vohuni za golo žensko, podkrepijo nenavadne svetle barve. S to osebno, sanjsko upodobitvijo teme iz kraljestva grških bogov je Redon naslikal eno od mojstrovin simbolistične umetnosti.